# Karin Lustgart
Karin Lustgart (Buttstädt, 27 gennaio 1952) è un'ex cestista tedesca.

## Carriera
Con la Germania Est ha disputato i Campionati europei del 1972.